# Quitirrisí
Quitirrisí és el districte 7 del cantó de Mora, en la província de San José, Costa Rica. El districte va ser creat 18 de setembre de 2014, i inclou bàsicament el perímetre de la reserva indígena huetar del mateix nom, establerta mitjançant Decret Executiu N. 6036-G en 1976. Té una superfície de 963 hectàrees (9,63 km²) i va ser delimitada com a “caseriu indígena” en 1979. Hi viuen prop de 1.800 persones, de les quals 1.200 són indígenes
La resta del districte ho conforma l'àrea els barris Quitirrisí centro, San Juan (antigament denominat La Trocha), Cañas, San Martín i Quebrada Honda.

## Reserva indígena Huetar de Quitirrisí
El territori indígena de Quitirrisí és un dels territoris indígenes costariquenys on habita l'ètnia huetar. Es localitza 10 km al sud de Ciudad Colón, capital del cantó de Mora.
Quitirrisí va ser fundat en 1979 quan una àrea d'unes 2000 hectàrees anomenat "Alto de Quitirrisí" es va assignar com a reserva indígena i té uns 1800 habitants, no tots indígenes.Parlen només espanyol, ja que la llengua huetar està actualment extinta. El seu nom prové de dos arbres molt coneguts a la zona: Quitirrí, que floreja una vegada a l'any entre les muntanyes d'aquesta comunitat, i Risí, igualment comú en la flora local.
Els seus pobladors es dediquen principalment a la caça, pesca i a la producció artesanal de productes com la cistelleria i tints naturals. Els indígenes pròpiament solament posseeixen el 30% de les propietats del territori. L'altre territori de l'ètnia huetar és Zapatón, localitzat al cantó de Puriscal.